# Helidon
Helidon – miasto w Australii, w stanie Queensland.